# Щуцин (город)
Щуцин (пол. Szczucin)  —  город  в Польше, входит в Малопольское воеводство,  Домбровский повят.  Имеет статус городско-сельской гмины. Занимает площадь 6,85 км². Население 4166 человек. Статус города получил в 2009 году. Находится примерно в 85 км (53 мили) к востоку от центра воеводства — Кракова.

## Географическое положение
До административной реформы 1999 года Щуцин входил в Тарнувское воеводство. Расположен на реке Висла, является конечной станцией железнодорожной линии Тарнув — Домброва-Тарновска — Щуцин, построенной австро-венгерским правительством в 1906 году (остались нереализованными планы продления линии на север, до Кельце, что было обусловлено расположением Щуцина до 1918 года на северной границе Австро-Венгрии.
Город расположен на автомагистрали № 73 (Варшава — Кельце — Тарнув — Ясло), на восток отходит региональная дорога № 982 стебли до Мелец, что делает Щуцин транспортным узлом.

## Этимология
Название города, вероятно, происходит от владельца этих мест (XIV век), человека по прозвищу Щука.

## История
Первое упоминание о Щуцине относится к 1326 году, и оно относится к местной приходской церкви, что означает, что поселение должно было быть основано ранее. Из-за расположения города на Висле здесь находился речной порт, через который шла отправка древесины из лесов Сандомирской пущи кораблями в Гданьск, крупнейший польский порт. Кроме того, Щуцин был точкой пересечения Вислы торгового пути север—юг. В 1780 году поселение получило права города, но в 1934 году утратило его, поскольку население упало ниже требуемых 3000 человек. 1 января 2009 года Щуцин восстановил права города.
После раздела Польши Щуцин оказался на австрийско-российской границе, и его развитие приостановилось. Осенью 1914 года, во время Первой мировой войны, Щуцин был взят русской армией, которая остались в нём до Горлицкого прорыва 1915 года. В сентябре 1939 года город был местом нескольких стычек между отступающими отрядами армии «Краков» и наступающим вермахтом. 12 сентября 1939 года немецкие солдаты провели резню польских военнопленных, которые содержались в местной школе. Всего было убито 70 солдат, и эта трагедия отмечена памятником. Во время оккупации Щуцин являлся одним из центров движения сопротивления. В конце 1944 года немцы провели поголовную эвакуацию населения Щуцина при подготовке оборонительных позиций вдоль Вислы.
В Щуцине находится единственный в Польше музей дорог (пол. Muzeum Drogownictwa), где на площади в два гектара демонстрируются старинные дорожно-строительные машины, а также дорожные знаки, дорожные посты, документы и другие предметы.

## Известные уроженцы
- Попель, Тадеуш (1863—1913) — польский художник.